# 18987 Irani
18987 Irani este un asteroid din centura principală de asteroizi.

## Descriere
18987 Irani este un asteroid din centura principală de asteroizi. A fost descoperit pe 1 septembrie 2000 la Socorro, New Mexico, în cadrul proiectului LINEAR. Asteroidul prezintă o orbită caracterizată de o semiaxă mare de 2,22 ua, o excentricitate de 0,17 și o înclinație de 1,4° în raport cu ecliptica.